# Epilobium strictum
Epilobium strictum är en dunörtsväxtart som beskrevs av Henry Ernest Muhlenberg. Epilobium strictum ingår i släktet dunörter, och familjen dunörtsväxter. Inga underarter finns listade i Catalogue of Life.